# Как женить холостяка
«Как женить холостяка» (англ. Destination Wedding; «Место назначения — свадьба») — комедийная мелодрама Виктора Левина. Выход в широкий прокат в мире состоялся 30 августа 2018 года.

## Сюжет
Фрэнк и Линдси познакомились в аэропорту. Он маркетолог в J.D. Power, она работает в области корпоративного права. На небольшом 8-местном самолёте им предстоит добираться до маленького захолустного городка Пасо-Роблес (Калифорния), куда оба приглашены на одну и ту же свадьбу. Фрэнк вырос нелюбимым ребёнком в семье, у него остались незажившие душевные травмы, с тех пор он циник и убеждённый холостяк. Жених — его брат, и Фрэнк даже не подумал бы ехать на свадьбу, но его уговорила мать. У Линдси когда-то были романтические отношения с женихом, и на свадьбу она приехала только потому, что хотела «перевернуть страницу».
Фрэнк и Линдси странным образом постоянно сталкиваются: в самолёте их сажают в соседние кресла, в отеле селят в смежные номера, на свадебных мероприятиях рассаживают за один стол. И поначалу они серьёзно отравляют друг другу существование, норовят уколоть собеседника и всячески пытаются установить и удержать дистанцию. Линдси пытается играть в цинизм; Фрэнк не скрывает мизантропии и откровенно называет себя нарциссом. Впрочем, постепенно пара находит общие темы для разговора. Их обоих выводят из себя жених и невеста, родители молодожёнов и само мероприятие. Фрэнк и Линдси тихо уходят с торжества прогуляться по окрестностям. Забравшись далеко за черту города, где-то в лесу, они неожиданно сталкиваются со львом. Фрэнк, издавая громкие звуки, отпугивает хищника, и все разбегаются в разные стороны. После спасения Линдси отвечает взаимностью на неожиданный поцелуй Фрэнка и они спонтанно занимаются сексом.
Игнорируя оставшиеся мероприятия свадьбы, двое проводят время в одном номере, продолжая беседы на разные темы. У обоих много лет не было романтических отношений, близости, и каждый из них откровенно удивляется самому себе. Линдси не прочь начать серьёзные отношения, но Фрэнк опасается продолжения, так как категорически не верит в любовь. Линдси считает произошедшее чудом и предлагает уже в аэропорту хотя бы обменяться контактами. Фрэнк отказывается, но она, садясь в такси, достаточно громко и внятно произносит для водителя свой адрес. В итоге они расстаются.
Вечером того же дня дома у Линдси раздаётся звонок. Отперев дверь, она видит на пороге смущённо улыбающегося Фрэнка. Линдси улыбается в ответ и делает шаг в сторону, открывая ему дорогу.

## В ролях
- Киану Ривз — Фрэнк
- Вайнона Райдер — Линдси

## Производство
Съёмки начались в августе 2017 года в Калифорнии.

## Отзывы и оценки
Фильм получил средние оценки кинокритиков. На сайте Rotten Tomatoes у него 51 % положительных рецензий критиков, на основе 86 отзывов со средней оценкой 5,7 из 10. На Metacriticе — 46 баллов из 100 на основе 19 рецензий.